# Aucasaurus
Aucasaurus byl rod abelisauridního teropoda z kladu Furileusauria, známého ze sedimentů geologického souvrství Anacleto.

## Popis
Dosahoval délky asi 4,2 až 6,1 metru a vážil kolem 700 kilogramů vážící masožravý dinosaurus (teropod) z čeledi Abelisauridae. Žil přibližně před 83 až 80 milióny let na území dnešní Argentiny. Blízce příbuzným, i když podstatně větším rodem byl Abelisaurus a Carnotaurus. Aucasaurus byl v některých tělesných znacích vývojově odvozenější, například měl ještě více redukované přední končetiny a téměř mu již zmizely prsty.

## Fosilie
Kostra typového exempláře je kompletní až po 13. obratel, a tak máme poměrně dobrou představu o vzhledu tohoto dravce. Jde dokonce o jeden z nejkompletněji zachovaných exemplářů abelisaurida, známého v současnosti. Lebka je mírně poškozená a existují domněnky, že jde o pozůstatek smrtelného boje tohoto dinosaura.

## V populární kultuře
Aukasaurus se objevuje v jednom díle trikového pseudo-dokumentu Dinosaur Planet z roku 2003 (Alpha's Egg, česky "Nebezpečný život saltasaura"). Tento teropod je zde zobrazen jako smečkový lovec, útočící na sauropody rodu Saltasaurus.